# Julia Huppertz
Julia Huppertz (* 21. Februar 1984 in Mönchengladbach) ist eine ehemalige deutsche Handballspielerin.

## Leben

### Ausbildung
Huppertz machte eine Ausbildung zur Masseurin und medizinischen Bademeisterin sowie zur Physiotherapeutin. In den Jahren 2007 bis 2009 war sie Stipendiatin der Begabtenförderung des Bundesministeriums für Bildung und Forschung.

### Handball
Huppertz begann ihr Handballspiel in der C-Jugend der Turnerschaft Lürrip, nachdem sie zuvor als Judoka aktiv war. In der A-Jugend wechselte sie zum TV Korschenbroich. Währenddessen wurde Huppertz in verschiedenen Landesauswahlen aufgestellt. Im Damenbereich spielte sie anschließend beim Mönchengladbacher Rheydter TV.
Von 2005 bis 2008 spielte Huppertz bei der HG Remscheid in der Regionalliga West. Einen Wechsel zum Zweitligisten TV Beyeröhde schlug sie aus, um beim Erstligisten HSG Blomberg-Lippe (damals ProVital Blomberg-Lippe) einen Vertrag bis 2010 als Profispielerin anzunehmen. In der Saison 2008/09 nahm sie am EHF Challenge Cup teil. Aus privaten Gründen fror Huppertz Ende 2009 ihren Vertrag ein, war aber bis 2010 für den Verein spielberechtigt.
2010 folgte der Wechsel zum TuS Lintfort in der 2. Handballbundesliga Nord. Verletzungsbedingt fiel sie in 2011 nach einer Spielzeit aus, war vertragslos und als Physiotherapeutin bei der Männermannschaft der Bergischen Panther (Handballoberliga) aktiv. 2012 unterschrieb sie für zwei Jahre beim Drittligisten HSV Solingen-Gräfrath, musste aber aufgrund schwerer Verletzungen pausieren. Von 2014 bis 2015 war Huppertz als Teammanagerin bei der HSG Bergische Panther aktiv.
In der Spielzeit 2015/16 war Huppertz als Torhüterin beim Zweitligisten Borussia Dortmund und konnte mit dem Team in die 1. Handball-Bundesliga aufsteigen. Parallel war sie für die 2. Damenmannschaft des BVB spielberechtigt. Aus beruflichen Gründen lehnte Huppertz eine Vertragsverlängerung ab. Ihre sportliche Karriere beendete sie 2017 beim Oberligisten ASC 09 Dortmund.

### Sonstige Tätigkeiten
Seit 2012 arbeitet sie im Bergischen Land als Justizvollzugsbeamtin, außerdem arbeitete sie zeitweise als Physiotherapeutin.
Seit Juni 2022 ist sie ehrenamtlich im Vorstand des found it = e.V. und engagiert sich für den Verein. Im Fokus stehen die Unternehmensgründung und die Etablierung von Menschen mit Behinderung auf dem ersten Arbeitsmarkt. Huppertz betont, dass auch Menschen mit Behinderung eine Chance auf Inklusion und Integration erhalten sollten. Der Verein steht ihr zufolge für Diversität und Chancengleichheit.
2024 veröffentlichte sie zwei Bücher bei der Self-Publishing-Plattform Tredition.

## Causa André Fuhr
Im Oktober 2022 berichtete der Spiegel in einem mehrseitigen Artikel über psychische Misshandlungen durch den Handballtrainer André Fuhr in seiner Trainerzeit bei der HSG Blomberg-Lippe an Kim Berndt, Anja Ernsberger und weiteren Spielerinnen. Das Printmagazin brachte auch Zitate von Mia Zschocke und Amelie Berger. Wie viele andere Spielerinnen wandte sich Huppertz an die unabhängige Anlaufstelle bei Gewalt und Missbrauch im Spitzensport Anlauf gegen Gewalt. In einem Spiegel-Artikel im Januar 2023 bekräftigte Huppertz ihre Aussage.

## Werke
- Hafteffekt. Tredition, Ahrensburg 2024, ISBN 978-3-384-09749-1.
- Re-Sozialisiert. Tredition, Ahrensburg 2024, ISBN 978-3-384-24380-5.